# Škofija Novo mesto
Škofija Novo mesto je ena izmed šestih slovenskih škofij in ena izmed štirih slovenskih sufraganskih škofij. Njen sedež je v Stolnici svetega Nikolaja v Novem mestu.
Kot sufraganska škofija skupaj z Nadškofijo Ljubljana in Škofijo Koper tvori Metropolijo Ljubljana
Za prvega novomeškega škofa je bil imenovan Andrej Glavan. Po njegovi upokojitvi (2018) je bil leta 2021 za naslednika imenovan škof Andrej Saje.

## Zgodovina
Škofija je bila ustanovljena 7. aprila 2006, stolna cerkev je postala dotedanja kapiteljska cerkev svetega Nikolaja, nekdanji kolegialni kapitelj v Novem mestu (ustanovljen že leta 1493) pa je bil povzdignjen v stolni kapitelj.
Leta 2007 je bil v Novem mestu (v Šmihelu) ustanovljen škofijski Zavod Friderik Irenej Baraga za vzgojo, izobraževanje in kulturne dejavnosti ki ima v svoji sestavi tudi Konservatorij za glasbo Jurija Slatkonje.

## Škofje
Glej Seznam rimskokatoliških škofov Novega mesta.

## Organizacija
Škofija je razdeljena na 71 župnij, ki so združene v 6 dekanij: Črnomelj, Kočevje, Leskovec (mesto Krško deli na pol, desni breg je v novomeški škofiji), Novo mesto, Trebnje in Žužemberk.
V škofiji živi 159.595 prebivalcev, od tega je 137.424 rimokatoličanov (86,10 %).